# Cat Grant
Catherine "Cat" Grant est un personnage de DC Comics. Apparue pour la première fois dans Adventures of Superman #424 en 1987 par Marv Wolfman & Jerry Ordway. Cat Grant apparait dans les comics de Supergirl et de Superman.

## Biographie fictive
Elle est originaire de Los Angeles où elle vivait avec son ex-mari (alcoolique) Joe Morgan et son fils Adam Morgan. Après son divorce, Cat Grant arrive à Metropolis pour être reporter au The Daily Planet. Heureuse de commencer une nouvelle vie avec son fils elle trouve sa place au Daily Planet. 
À l'arrivée de Clark Kent, Cat tombe sous le charme du timide reporter. Elle et Clark entament une relation amoureuse qui tourne vite court lorsque le Kryptonien se rend compte qu'il a des sentiments pour la jolie Lois Lane. Jimmy Olsen a le béguin pour elle mais cet amour resta platonique. 
Cat veut prouver qu'elle peut être une vraie journaliste d'investigation et elle tentera de faire tomber le criminel Morgan Edge. Après cela un garde du corps la protège et Cat tombe amoureuse de lui. 
Peu après elle obtiendra son propre talk-show sur la chaîne WGBS qui a beaucoup de succès et interviewera Superman. Malgré son talk-show, Cat garde contact avec ses anciens collègues et a gagné le respect et l'amitié de Lois Lane. Elle permet à Jimmy d’être embauché.
Cat devient le directeur de la chaîne WGBS où elle travaille. Au départ beaucoup de personnes croient qu'elle a eu ce poste grâce à Vinnie Bord avec qui elle aurait eu une relation sexuelle. Victime de harcèlement sexuel, Cat réussit à faire arrêter Vinnie.  
Son fils Adam Grant a été enlevé par Toyman ainsi que plusieurs autres enfants. Adam très courageux tente de fuir avec les autres enfants mais est poignardé à mort par Toyman qui a découvert leur tentative d'évasion. Après ce drame, Cat folle de chagrin devient alcoolique mais ses amis Perry White et Jimmy Olsen l'aident à s'en sortir. Pour tenter d'arriver à endurer la douleur de la perte de son fils, Cat se consacre à sa carrière.  
Elle finit par intégrer le service de presse de la Maison-Blanche du président Lex Luthor. Après que Lex soit arrêté, Cat quitte Métropolis et retourne à Los Angeles sa ville natale. 
Elle revient plus tard à Métropolis et apprend que Toyman n'est pas responsable de la mort de son fils car le véritable assassin est un androïde à effigie de Toyman. Plus tard, Cat finit par revenir au Daily planet et se montre encore plus provocante et aguicheuse mais ce comportement lui permet de cacher sa peine face à la mort de son fils. 
Lors d'un combat entre Supergirl et des méta-humains, Cat est blessée. La journaliste prend alors en grippe la jeune super-héroïne et décide de la discréditer aux yeux du public. Lorsque Supergirl lui sauve la vie, celle-ci se ravise et écrit un article élogieux sur l’héroïne.

## Œuvres où le personnage apparaît

### Comics
- 1987 : Adventures of Superman de Marv Wolfman et Jerry Ordway
- 1987 : Superman
- 1988 : Action Comics de John Byrne et Paul Kupperberg
- 1992 : La Mort de Superman de Dan Jurgens et Louise Simonson
- 1993 : Superman: The Man of Steel de Louise Simonson
- 2005 : All-Star Superman de Grant Morrison et Frank Quitely
- 2015 : Supergirl

### Films
- 2011 : All-Star Superman,doublée en VO par Cathy Cavadini et en VF par Vanina Pradier.
- 2018 : La Mort de Superman, doublée en VO par Toks Olagundoye et en VF par Vanina Pradier.
- 2019 : Reign of the Superman, doublée en VO par Toks Olagundoye et en VF par Vanina Pradier.
- 2025 : Superman, interprétée par Mikaela Hoover

### Séries télévisées
- Cat Grant est interprétée par Tracy Scoggins dans la première saison de la série Loïs et Clark : Les Nouvelles Aventures de Superman.
- Keri Lynn Pratt reprend le rôle dans la saison 10 de Smallville.
- Le personnage est également présent dans la série Supergirl, sous les traits de Calista Flockhart.